# Nino and the Ebb Tides
Nino and the Ebb Tides sono stati un gruppo musicale italo-americano di musica doo-wop nati nel Bronx, New York, formatosi nel 1956.
La loro prima registrazione, Franny Franny (creata da The Ebb Tides), fu il risultato dell'incontro con il talent scout Murray Jacobs nel 1957 e fu ampiamente interpretato da Alan Freed. Le versioni successive furono sulla neonata Recorde Records di Jacobs, prima che il gruppo passasse alla Madison Records.
Una delle loro registrazioni che ha raggiunto le classifiche, "Juke Box Saturday Night", era una cover di un brano di Glenn Miller. Il 4 settembre 1961, il loro "Juke Box Saturday Night" entrò nella Top 100 di Billboard, raggiungendo il numero 57.